# Discografia de Nylon
A discografia de Nylon, um girl group islandês de pop, compreende três álbuns de estúdio, uma coletânea e um DVD lançados em uma carreira iniciada em 2004. O Nylon é considerado o grupo de maior sucesso da Islandia, tendo onze canções em primeiro lugar, de treze singles lançados, na parada oficial da Islandia, colocando ainda os três álbuns de estúdio e o DVD lançados também no topo.

## Álbuns

### Álbuns de estúdio
| Ano  | Álbum | Posições | Vendas e Certificações1 |
| Ano  | Álbum | ISL      | Vendas e Certificações1 |
| ---- | --- | -------- | ----------------------- |
| 2004 | 100% Nylon - Lançamento: 28 de outubro de 2004 - Formatos: CD, download digital - Gravadora: Believer Music / Universal Music    | 1        | - Vendas Totais: 35.000 |
| 2005 | Góðir Hlutir - Lançamento: 10 de novembro de 2005 - Formatos: CD, download digital - Gravadora: Believer Music / Universal Music | 1        | - Vendas Totais: 25.000 |
| 2006 | Nylon - Lançamento: 18 de novembro de 2006 - Formatos: CD, download digital - Gravadora: Believer Music / Universal Music        | 1        | - Vendas Totais: 20.000 |

- 1: a Islândia é um país de pouco mais de  400.000 habitantes, portanto tendo números menores de vendas de álbum que outros páises, sendo que raramente passam das 50 mil cópias.

### Coletâneas
| Ano  | Álbum | Posições |
| Ano  | Álbum | ISL      |
| ---- | --- | -------- |
| 2007 | Best Af Nylon - Lançamento: 21 de outubro de 2007 - Formatos: CD, download digital - Gravadora: Believer Music / Universal Music | 1        |

## Singles
| Ano  | Single                               | Posições | Posições | Posições | Álbum         |
| Ano  | Single                               | ISL      | GAL      | UK       | Álbum         |
| ---- | ------------------------------------ | -------- | -------- | -------- | ------------- |
| 2004 | "Lög Unga Fólsins"                   | 1        | —        | —        | 100% Nylon    |
| 2004 | "Einhversstaðar, Einhverntíma Aftur" | 1        | —        | —        | 100% Nylon    |
| 2004 | "Allstaðar"                          | 1        | —        | —        | 100% Nylon    |
| 2004 | "Bara í nótt"                        | 1        | —        | —        | 100% Nylon    |
| 2005 | "Síðasta sumar"                      | 1        | —        | —        | 100% Nylon    |
| 2005 | "Dans, Dans, Dans"                   | 1        | —        | —        | Góðir Hlutir  |
| 2005 | "Góðir Hlutir"                       | 1        | —        | —        | Góðir Hlutir  |
| 2006 | "Losing A Friend"                    | 1        | 9        | 29       | Nylon         |
| 2006 | "Closer"                             | 1        | —        | 64       | Nylon         |
| 2006 | "Sweet Dreams"                       | 1        | —        | 64       | Nylon         |
| 2007 | "Holiday"                            | 1        | —        | —        | Best Af Nylon |
| 2007 | "Shut Up"                            | 1        | —        | —        | Best Af Nylon |

### Singles Promocionais
| Ano  | Canção           | Álbum      |
| ---- | ---------------- | ---------- |
| 2004 | "Get Ekki Meira" | 100% Nylon |
| 2004 | "Fimm á Richter" | 100% Nylon |

## DVDs
| Ano  | Álbum | Posições |
| Ano  | Álbum | ISL      |
| ---- | --- | -------- |
| 2005 | Nylon Allstaðar - Lançamento: 21 de abril de 2005 - Formatos: DVD - Gravadora: Believer Music / Universal Music | 1        |